# Vickipedia
Vickipedia era un programma radiofonico di Radio Deejay condotto da Vic.

## Il programma
In onda dal 2006, Vickipedia prende ispirazione per il proprio nome da un gioco di parole fra il nome del conduttore, Vic, e quello dell'enciclopedia online Wikipedia. Per il primo anno di trasmissione, il programma ha utilizzato come sigla e stacchetto pubblicitario un campionamento tratto da un monologo di Beppe Grillo relativo proprio all'enciclopedia Wikipedia.
Il programma consiste nell'interazione del conduttore con il pubblico, tramite email o telefonate, relativamente ad un argomento di attualità o di cronaca rosa. Gli interventi sono intervallati da musica o da alcune rubriche, più o meno fisse, fra le quali Piccoli criminali crescono, alla quale il conduttore è affiancato da Andrea Prevignano, che si occupa della parte giornalistica del programma.
La regia del programma è di Francesco Ciocca. Le trasmissioni sono durate fino al 2010.